# Cucullococcus arrabidensis
Cucullococcus arrabidensis är en insektsart som först beskrevs av Neves 1954.  Cucullococcus arrabidensis ingår i släktet Cucullococcus och familjen ullsköldlöss. Inga underarter finns listade i Catalogue of Life.